# Долгое (Линовский сельсовет)
Долгое (бел. Доўгае) — деревня в Пружанском районе Брестской области Белоруссии. Входит в состав Линовского сельсовета. Располагается в 10 км от города Пружаны, в 11 км от железнодорожной станции Оранчицы на линии Барановичи — Брест.

## История
В Долгом имел усадьбу хорунжий Пружанского уезда Ян Крашевский со своей женой Софьей. Здесь же 11 марта 1827 года у них родился сын, писатель Каетан Крашевский, который основал в Долгом астрономическую обсерваторию. Детство его старшего брата Юзефа тоже прошло в Долгом.
Во второй половине XIX века имение Крашевских пришло в упадок. В 1863 году эмигрировал Юзеф, а в 1864-м умер старый хозяин Ян. Над имением, фактическим хозяином которого был Люциан Крашевский (третий брат Каэтана и Юзефа), нависла угроза конфискации за помощь повстанцам (см. Восстание 1863 года в Пружанском районе). Избежать этого удалось благодаря тому, что имение было записано на умершего отца. Сам Люциан за участие в восстании был сослан в Сибирь.
Главным хранителем родового наследия стал Каетан. В 1880-е годы он написал несколько статей, повестей и исторических зарисовок. Умер Каетан 1 июля 1896 года в соседнем Куплине. После его смерти имением владел сын Богуслав, позднее — внучка Мария. Во время советско-польской войны имение сгорело. В 1939 году последняя представительница рода, Мария, была выслана вглубь СССР. После Второй мировой войны стены дворца по инициативе руководства местного колхоза были разобраны на кирпич и проданы. Сейчас о былом величии напоминает только фундамент.
С сентября 1939 года деревня находится в составе БССР, с 15 января 1940 в Пружанском районе Брестской области.
Согласно переписи 1970 года в деревне проживало 132 человека, в 2003 — 72 жителя, 39 дворов.

## Галерея

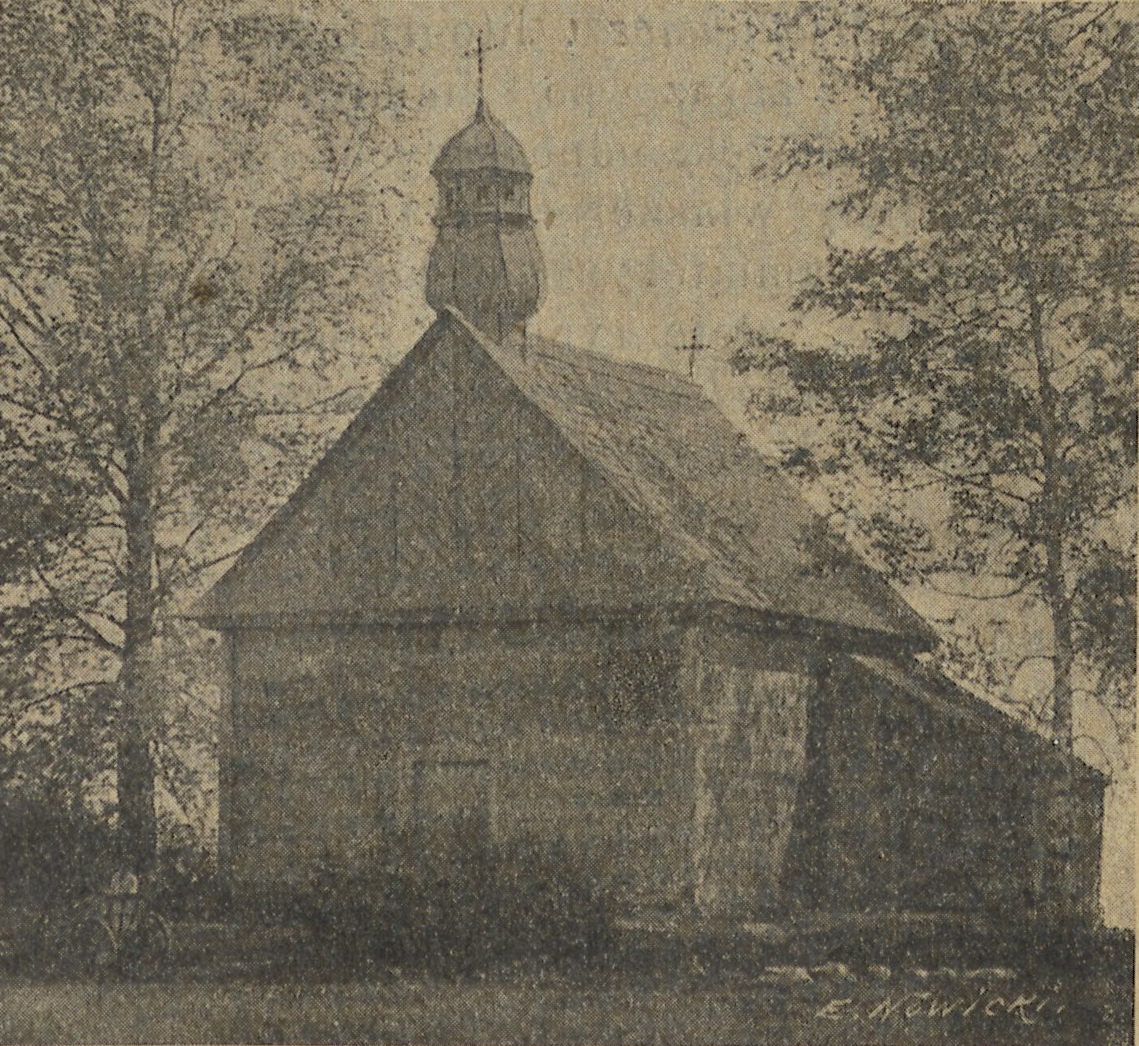
Каплица Святой Анны в 1908 году
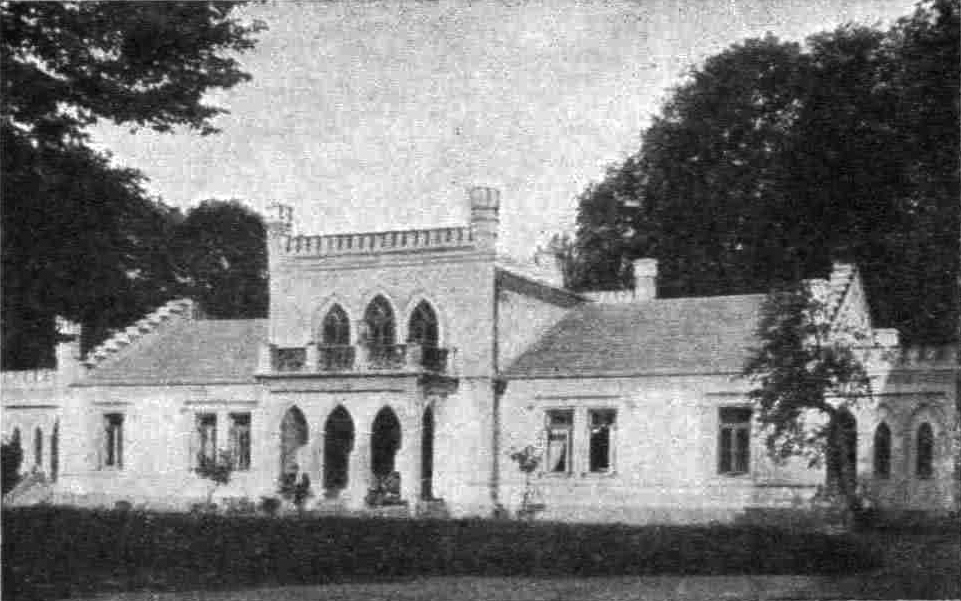
Усадьба Крашевских. Фото до 1910 года
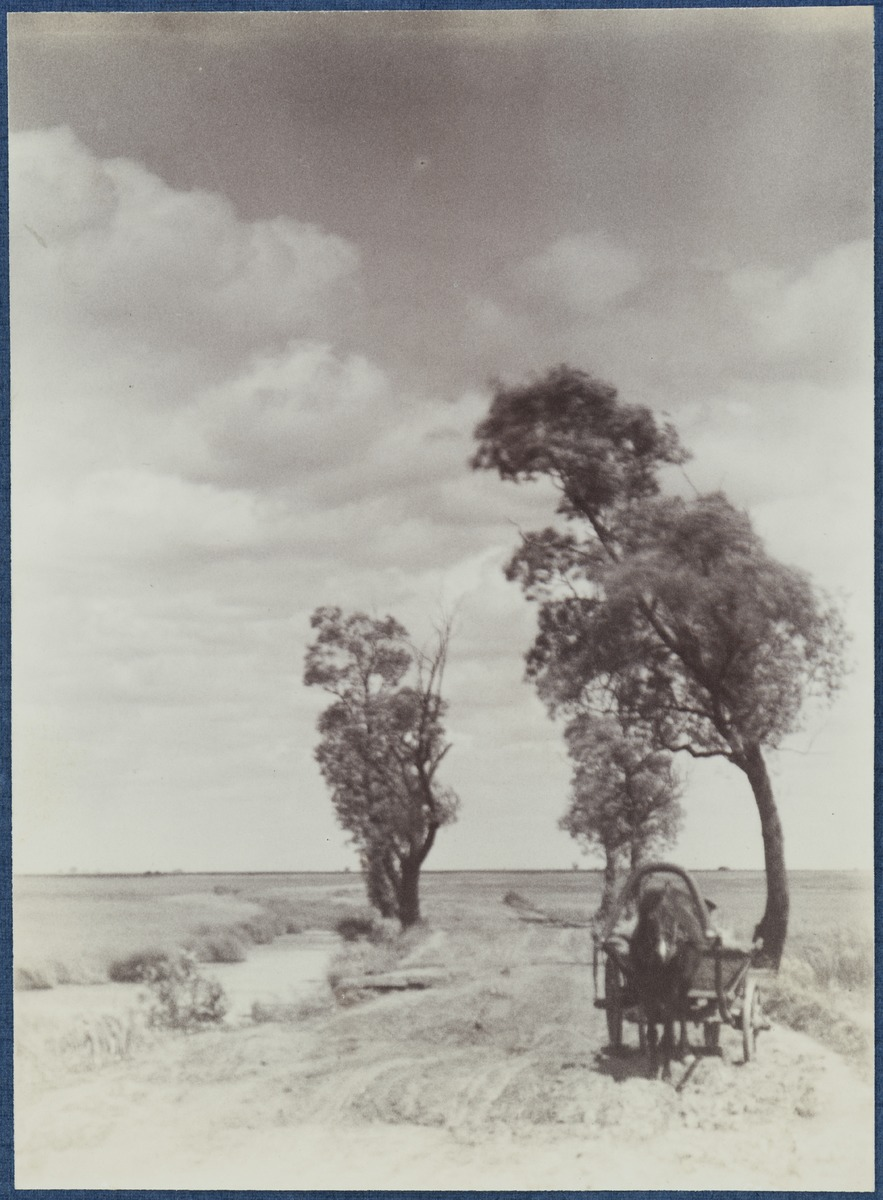
Местность около каплицы в 1914 году

## Транспорт
Автомобильная дорога H526 Пружаны — Долгое — Заболотье.